# Lijst van Surinaamse hiphopartiesten
Dit is een lijst van Surinaamse hiphopartiesten. De lijst is beperkt tot artiesten die op Wikipedia een artikel hebben.

## C
- Crazy G

## D
- Damaru
- Donavey

## K
- Asgar Koster

## M
- Mony Hond

## O
- Oathmademedoit

## P
- Enver Panka
- Papa Touwtjie

## R
- Ragga Djong

## S
- Emanuel Sanvisi
- Scrappy W
- Shockman

## T
- Tranga Rugie

## W
- Wesje